# سدولاپور
سدولاپور (به لاتین: Sadullapur) یک منطقهٔ مسکونی در بنگلادش است که در ناحیه گایبنده واقع شده‌است. سدولاپور ۲۲۷٫۹۷ کیلومتر مربع مساحت و ۲۴۳٬۰۱۲ نفر جمعیت دارد.